# SIG MCX
SIG MCX — сімейство вогнепальної зброї, розроблене та виготовляється компанією SIG Sauer, що випускається як у моделях із селективним вогнем, так і в напівавтоматичних моделях, і має газопоршневу систему короткого ходу, успадковану від попереднього пістолета-кулемета SIG MPX. MCX доступний у конфігураціях гвинтівки, карабіна, короткоствольної гвинтівки та пістолета (остання конфігурація, як правило, відповідає визначенню компактного карабіна, але має кобуру-приклад, а не карабінову ложу).

## Історія
SIG MCX вперше було представлено на SHOT Show 2015. Спочатку гвинтівка була розроблена SIG USA, дочірньою компанією SIG Sauer, що базується в Нью-Гемпширі, США. У 2016 році SIG відкликала деякі з гвинтівок, які мали групу затворно-запорної рами першого покоління. SIG MCX було використано під час стрілянини в нічному клубі Орландо в 2016 році, яка на той час була найсмертоноснішою масовою стріляниною в історії США, тепер другою після стрілянини в Лас-Вегасі в 2017 році.

## Будова
Серія SIG MCX оснащена газовою поршневою системою короткого ходу для зменшення віддачі та підвищення надійності зброї; ця система базується на будові попередньої серії SIG MPX. MCX оснащено системою, яка дозволяє використовувати набої 5,56×45 мм НАТО, .300 AAC Blackout та 7,62×39 мм із стандартними магазинами STANAG 5,56 мм для 5,56×45 мм НАТО та .300 AAC Blackout, а також спеціально розробленими магазинами, сумісним з магазинами STANAG для 7,62×39 мм. MCX розроблено для забезпечення оптимальної продуктивності з .300 AAC Blackout і додатковим глушником.
Профіль ствола звужений у верхній частині, що дозволяє встановлювати дульні пристрої та шумоглушники з прямою різьбою без використання шайб, які погіршують продуктивність і дозволяють пристроям самоцентруватися під час встановлення. Ствол можна за лічені секунди змінити на ствол іншої довжини або іншого калібру. Додатково стволи покриті нітридом для стійкості до корозії. It features hardened steel wear points.
Варіанти MCX першого покоління мають цівку з алюмінію з системою KeyMod для кріплення аксесуарів, тоді як варіанти MCX другого покоління мають цівку M-LOK. Зброя в основному двостороння, включаючи рукоятку зведення, але не відпускання затвора. Sig виробляє чотири стандартні конфігурації, доступні для карабіна MCX.
SIG була розроблена верхня ствольна коробка для сумісності зі стандартними нижніми приймачами AR-15 і M16 за допомогою адаптера. Загальне компонвання двох гвинтівок схоже.

## Варіанти

### SIG MCX
SIG MCX доступний з безпечним/напівавтоматичним ударно-спусковим механізмом для цивільного ринку США або безпечним/напівавтоматичним/повністю автоматичним ударно-спусковим механізмом для військових і правоохоронних органів.
SIG Sauer пропонує напівавтоматичну гвинтівку лише в трьох різних конфігураціях для цивільного ринку:
- SIG MCX PATROL — стандартна конфігурація гвинтівки зі стволом 406 мм (16 дюймів).
- SIG MCX SBR — короткоствольна гвинтівка зі стволом 229 мм (9 дюймів). (Згідно з федеральним законодавством США, гвинтівки зі стволами коротшими за 16 дюймів є зброєю Розділу II[en], яка підпадає під федеральні обмеження, а також регулюється законами штатів.).[8]
- SIG MCX Pistol — пістолетна конфігурація гвинтівки зі стволом 229 мм (9 дюймів) або 292 мм (11,5 дюйма) і постачається або з SIG Sauer SBX (стабілізуючий приклад пістолета) або SIG Sauer PCB (пістолетний поворотний контурний складаний приклад). підтяжка). (Ця конфігурація відповідає американському законодавчому визначенню «пістолета», оскільки вона призначена для стрільби лише з однієї точки дотику до тіла стрільця[15], хоча насправді це компактна гвинтівка-карабін, оскільки стріляє чергами. Раніше Бюро алкоголю, тютюну, вогнепальної зброї і вибухових речовин попереджало користувачів, що використання зброї, оснащеної SIG SBX або подібним кріпленням для передпліччя, не зареєстрованим як короткоствольна гвинтівка, є виготовленням короткоствольної гвинтівки, яка є зброєю Розділу II[en].[16] Проте станом на квітень 2017 року це обмеження знято.).[17]
- SIG MCX Low Visibility Assault Weapon (LVAW) — короткоствольний карабін із стримувальним варіантом селективного вогню, доступним лише для військових і правоохоронних органів. Його називають «Чорною мамбою».[18][19]

### SIG MCX VIRTUS
SIG MCX VIRTUS є другим поколінням серії SIG MCX, яке було представлене у 2017 році.
- SIG MCX VIRTUS Patrol — штурмова гвинтівка стандартної конфігурації, яка має ствол 406 мм, поворот 1:7 дюйма, спеціальний спусковий механізм Sig Matchlite Duo для підвищення точності, 5-позиційний складний і розкладний приклад, чотири довжини цівки на вибір, змінні стволи та спеціальну внутрішню система віддачі.[20][21]
- SIG MCX VIRTUS SBR — конфігурація короткоствольної гвинтівки MCX VIRTUS. Вона має ствол 292 мм для калібру 5,56×45 мм НАТО та стволи 140 мм і 229 мм для калібру .300 AAC Blackout.[4][3]
- SIG MCX VIRTUS Pistol — конфігурація пістолета MCX VIRTUS, яка має стабілізатор SBX. Він має ствол 292 мм для калібру 5,56×45 мм НАТО і ствол 229 мм для калібру .300 AAC Blackout.[4][22]

### SIG MCX RATTLER
SIG MCX RATTLER — варіант короткоствольної гвинтівки, призначений для використання як особистої зброї самооборони, зі стволом 140 мм, що має хвостовий інтерфейс на рейці Пікатінні для кріплення компактного ложе або складний кобуру-приклад. Він доступний у версіях .300 AAC Blackout і 5,56.

## Похідні

### Програма CSASS
SIG MCX-MR (Mid Range) — невдала заявка SIG Sauer для участі у програмі компактної напівавтоматичної снайперської системи (CSASS) для армії США. Проєкт створений під патрон 7,62×51 мм НАТО і має можливості селективного вогню. Він важить 4,0 кг і має рифлений 406-мм ствол із нержавіючої сталі марки 416 з поворотом 1:10 дюймів, який виробляє Bartlein Barrels. Газова система може працювати з глушником та без нього. На відміну від цівки MCX, яка зісковзує після витягування переднього шарнірного штифта, у MCX-MR потріно спочатку відкрутити два гвинти. Він має руків'я зведення типу M16/AR-15 і зарядна рукоятку з лівого боку. Він використовує магазин на 20 патронів і також сумісний з нижніми ствольними коробками SR-25 для використання коробчастих магазинів SR-25.

### Програма NGSW
SIG MCX Spear був представлений Sig Sauer для програми армії США Next Generation Squad Weapon (NGSW) під набій 6,8×51 мм SIG FURY. Sig Sauer був обраний переможцем 19 квітня 2022 року, а модифікація гвинтівки для армії США отримала назву XM5, а пізніше — XM7.

## Користувачі
- Бельгія: DSU[en][31] та підрозділ спеціального реагування місцевої поліції Гента (COPS)[32]
- Канада: Лісники Саскачевану.[33]
- Естонія: Використовується K-Commando[en][34]
- Франція: Група гірських коммандос, 27-ма гірсько-піхотна бригада, 5 гвинтівок закуплено у 2021 році, усі гвинтівки калібру .300 AAC Blackout.[35]
- Німеччина: У жовтні 2017 року поліція Берліна[en] замовила 300 модифікованих MCX для відповідності вимогам поліції[36], а також додатково 160 одиниць для SEK Берліна[37], замовлено 531 одиницю для Landespolizei Шлезвіг-Гольштейна[38]. Поліція Рейнланд-Пфальца[en] замовила понад 100 гвинтівок наприкінці 2019 року.[39]
- Нідерланди: Використовується Нідерландськими морськими силами спеціальних операцій[en] та Службою спеціального втручання[en]. Усі придбані гвинтівки калібру .300 AAC Blackout та оснащені SIG Suppressed Upper Receiver.[40][41]
- Польща: Військова частина GROM та JW Formoza придбали SIG MCX VIRTUS та MCX RATTLER калібру .300 AAC Blackout з комплектами для переобладнання на боєприпаси 5,56×45 мм НАТО та 7,62×39 мм.[42]
- Португалія: Поліція державної безпеки придбала SIG MCX калібру 5,56×45 мм НАТО, що використовується Групою спеціальних операцій[en].[43]
- Україна: Використовується спецпідрозділом СБУ Альфа.[44]
- Велика Британія: Використовується офіцерами-спеціалістами з вогнепальної зброї у питаннях боротьби з тероризмом[en] Поліції[en], включаючи Міську поліцію Лондона[45] та Сили спеціальних операцій Великої Британії для заміни HK MP5SD3.[46]
- США: Командування спеціальних операцій США придбало комплект для зміни калібру RATTLER на .300 AAC Blackout.[47][48] Варіант MCX, LVAW (Штурмова зброя малої видимості, англ. Low Visibility Assault Weapon), на сьогодні використовується «Морськими котиками» ВМС США, спецпідрозділом «Дельта» та Об'єднаним Командуванням спеціальних операцій США.[49] У квітні 2022 року MCX SPEAR була обрана гвинтівкою наступного покоління для програми армії США Next Generation Squad Weapon і отримала назву XM5. Очікується, що ця гвинтівка замінить застарілу M4A1.[50][51]